# Клавдія Акте
Клавдія Акте (лат. Claudia Acte) — була вільною жінкою, що жила у Стародавньому Римі і стала коханкою імператора Нерона. Вона походила з Малої Азії і, можливо, стала рабинею імператора Клавдія після його розширення Римської імперії до Лікії та Памфілії; або вона могла бути придбана пізніше Октавією, дочкою Клавдія.

## Стосунки з Нероном
Імператор Клавдій, дядько матері Нерона, Агріпіни Молодшої, одружився з племінницею в 49 році нашої ери і тому став вітчимом Нерона. Дочка Клавдія, Октавія, стала пасинкою Нерона. Самі Нерон і Октавія одружилися в 53 році н. е., а Нерон став імператором у 54 р. н. е. Після того як помер його прадіда/вітчим — очевидно у наслідок отруєння, на думку сучасних істориків, його племінницею/дружиною, Агриппіною, матірю Нерона.
Через рік правління Нерона, надоумлений Сенекою Молодшою та Буррусом, і проти бажання Агріпіни Молодшої, Нерон прийняв Акте за свою коханку. Сенека був особливо стурбований тим, що його молодий учень не буде задоволений своєю дружиною Октавією, а тому може віддаватись ризикованим сексуальним подвигам. Це і допомогло Акте стати його коханкою і віддалити Нерона від Агріпіни. Сенека і Буррус були в непростих стосунках з Агріпіною і нервувалися через її політичний вплив і методи, особливо після можливого отруєння її чоловіка, імператора Клавдія. Однак стосунки з Акте трималися у таємниці, щоб не нашкодити політично значущому шлюбу Нерона з Октавією. Отон, Клавдій Сенецій та Аней Серену допомагали Нерону та Акте в їх таємних зустрічах. Серенус, протеже Сенеки, навіть робив вигляд, що Акте — його власна коханка, щоб уникнути підозр.
Пара познайомилася, коли Нерону було 17, і їхні пристрасні стосунки тривали принаймні три роки. Нерон висловив бажання одружитися з Акте і фальсифікував її родословну так, щоб вона мала генеалогію, яка пов'язувала б її з членами імператорської сім'ї; він навіть підкупив екс-консулів, щоб ті присягли на її королівському походженні. Цей крок розлютив його матір Агріпіну, яка була дуже розсудливою і пишалася власним усталеним походженням від патріціїв.

## Вплив на імперію
Як коханка Нерона, Акте могла мати значний вплив на Римську імперію, хоча невідомо, який вплив вона мала насправді і чи мала його взагалі. Тацит стверджує, що Агриппіна сильго впливала на сина і що Акте радила Нерону протистояти цій владі. Вона попередила Нерона про можливі політичні наслідки, якщо інцест з його матір'ю стане відомим усім. Стосунки Нерона та Акте зменшили владу Агриппіни над її сином, а отже, і її вплив на Імперію. Зростаючі зусилля Агріппіни відокремити Нерона від Акте служили лише посиленню його прихильності до неї; і виникаючі конфлікти змусили Нерона взяти абсолютний контроль над Імперією і, врешті-решт, замовити вбивство своєї матері.

## Багатство
Існують записи, що Акте мала доми та маєтки в Путеолі та Сардинії, які свідчать про її значне багатство, яке вона накопичила, коли вона була коханкою Нерона. Після смерті Нерона і разом із двома його старими годувальницями Акте влаштувала йому належне римське поховання, спаливши тіло на пірі . Вона поховала його останки в гробниці Домітія Ахенобарбі на Пінчійських пагорбах . Там було знайдено багато написів її рабів і вільновідпущених. Сучасні дослідження вважають малоймовірним те, що вона була християнкою, хоча деякі її раби, здається, сповідували християнську віру. Акте не могла бути християнкою, тому що Нерон наказав знищити християн, звинувативши їх у пожежі, що сталася у 64 році нашої ери, яка спалила значну частину Риму. Акте залишили в живих після смерті Нерона, щоб кремурувати його тіло і поховати його прах. Однак можливо також, що Нерон мав настільки велику прихильність до Акте, що він пощадив її життя. Епітафія Акти була виявлена у Велитрі.

## У літературі
Акте з'являється як персонаж в романі Генріка Сенкевича «Quo Vadis», і в «Нероні» Марії Терези Рональдс, в обох творах вона зображується християнкою, що тримає це в таємниці. Вона також з'являється у фільмі Нерон, якого там зіграв Ріке Шмід . Акте також є головною героїнею у романі Олександра Дюма «Акте» . Акте також персонажка у романі Луї де Воля «Славна глупота: роман днів святого Павла». Життя Акті та її стосунки з Нероном також змальовані у романі «Лжеродний Нерон» Лева Фехтвангера.

### Первинні джерела
- Тацит, Аннали, 13.12 [Архівовано 20 Березня 2008 у Wayback Machine.], 13.13 [Архівовано 20 Березня 2008 у Wayback Machine.], 13.46 [Архівовано 20 Березня 2008 у Wayback Machine.], 14.2 [Архівовано 20 Березня 2008 у Wayback Machine.], 14.63 [Архівовано 20 Березня 2008 у Wayback Machine.]
- Суетоній, Життя Дванадцяти Цезарів : Нерон 28, 50
- Діо Кассій, римська історія 61.7 [Архівовано 17 Жовтня 2019 у Wayback Machine.]

### Вторинні джерела
- Bunson, Matthew (1994). Encyclopedia of the Roman Empire. ISBN 0-8160-2135-X.  Bunson, Matthew (1994). Encyclopedia of the Roman Empire. ISBN 0-8160-2135-X.  Bunson, Matthew (1994). Encyclopedia of the Roman Empire. ISBN 0-8160-2135-X.
- Grant, Michael (1970). Nero, Emperor in revolt. ISBN 0-07-024075-2.  Grant, Michael (1970). Nero, Emperor in revolt. ISBN 0-07-024075-2.  Grant, Michael (1970). Nero, Emperor in revolt. ISBN 0-07-024075-2.
- Malitz, Jürgen (2005). Nero. ISBN 1-4051-2178-5.  Malitz, Jürgen (2005). Nero. ISBN 1-4051-2178-5.  Malitz, Jürgen (2005). Nero. ISBN 1-4051-2178-5.
- O'Brien, Peter (1999). «Acte». In Commire, Anne (ed.). Жінки у світовій історії: біографічна енциклопедія . 1 . Уотерфорд, штат Кентуккі: Yorkin Publications, Gale Group. пп.   32–33. ISBN    O'Brien, Peter (1999). «Acte». In Commire, Anne (ed.).  O'Brien, Peter (1999). «Acte». In Commire, Anne (ed.).